# Torreya taxifolia
Torreya taxifolia är en barrväxtart som beskrevs av George Arnott Walker Arnott. Torreya taxifolia ingår i släktet Torreya och familjen idegransväxter. Inga underarter finns listade i Catalogue of Life.
Arten förekommer i en liten region i norra Florida och södra Georgia i USA. Området är raviner vid floden Apalachicola som ligger 15 till 30 meter över havet. Vädret är allmänt varmt och fuktigt men under vintern kan dagar med minusgrader förekomma. Torreya taxifolia föredrar skuggiga ställen eller sluttningar som är riktade mot norr. Större träd i skogar där arten ingår är Fagus grandifolia, tulpanträd, Acer barbatum, Liquidambar styraciflua, vitek och ibland loblollytall och Pinus glabra. Mycket sällsynt kan även Taxus floridana finnas.
Torreya taxifolia brukades intensivt i början av 1900-talet för konstruktioner, som bränsle för fartyg som trafikerar floden och som julgran. Användningen minskade betydligt efter 1950 på grund av att arten blev sällsynt. Det kvarvarande beståndet hotas främst av svampar, bland annat från släktet Fusarium. Ett annat hot är hjortdjur som skrapar med sin kropp mot trädet. Uppskattningsvis minskade hela populationen med 98 procent under de senaste tre generationerna (räknat från 2011 och bakåt). IUCN kategoriserar arten globalt som akut hotad.

## Bildgalleri

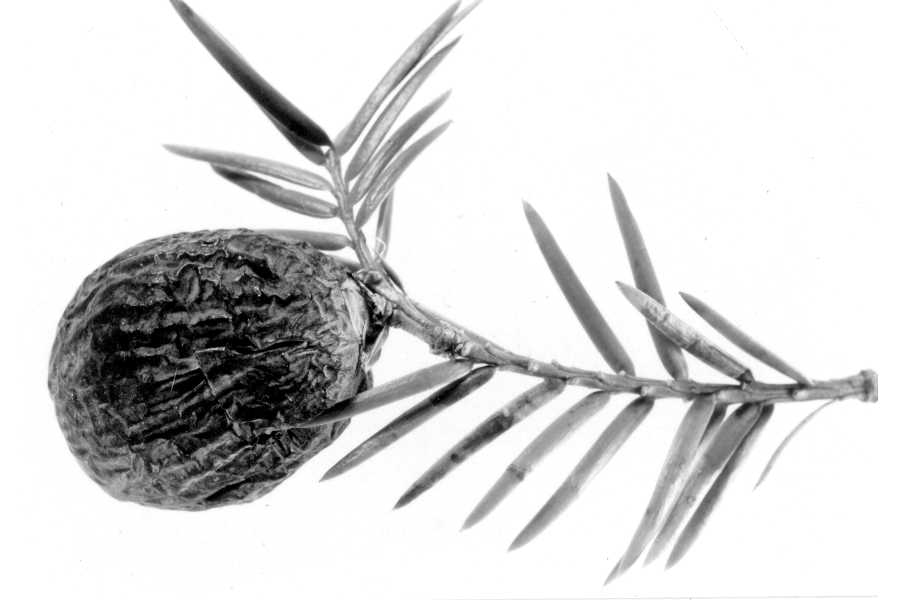
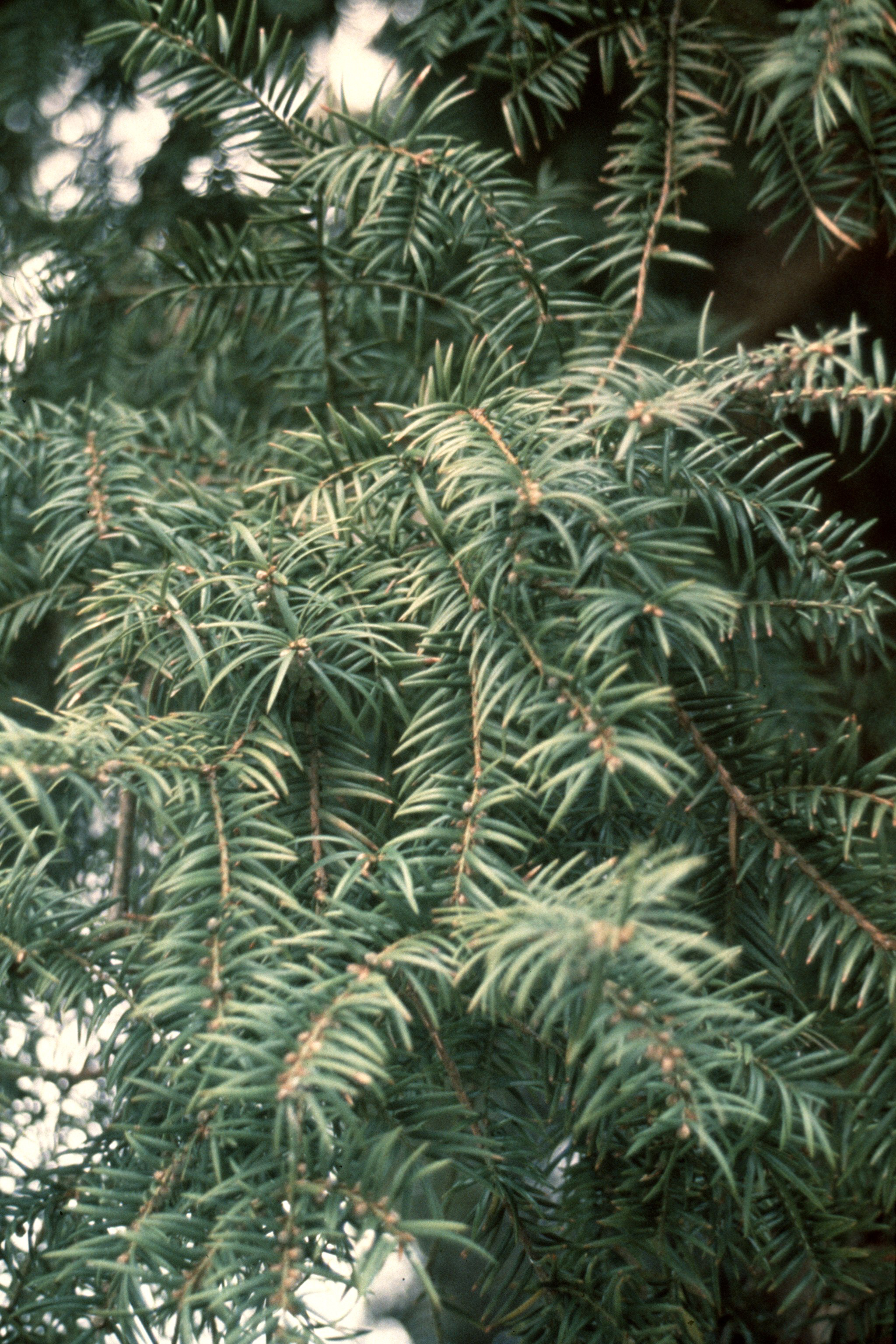